# Träne-Djurröds församling
Träne-Djurröds församling är en församling i Villands och Gärds kontrakt i Lunds stift. Församlingen ligger i Kristianstads kommun i Skåne län och ingår i Vä-Skepparslövs pastorat.

## Administrativ historik
Församlingen bildades 2002 genom sammanslagning av Träne församling och Djurröds församling och ingår sedan dess i Vä-Skepparslövs pastorat.

## Kyrkor
- Träne kyrka
- Djurröds kyrka